# Cantois
Cantois is een plaats en voormalige gemeente in het Franse departement Gironde (regio Nouvelle-Aquitaine) en telt 199 inwoners (2004). De plaats maakt deel uit van het arrondissement Langon. Cantois is op 1 januari 2019 gefuseerd met de gemeente Arbis tot de gemeente Porte-de-Benauge. 

## Geografie
De oppervlakte van Cantois bedraagt 8,2 km², de bevolkingsdichtheid is 24,3 inwoners per km².
De onderstaande kaart toont de ligging van Cantois met de belangrijkste infrastructuur en aangrenzende gemeenten.

## Demografie
Onderstaande figuur toont het verloop van het inwonertal.